# AUCTeX
AUCTeX est un ensemble d'outils pour écrire et formater des fichiers TeX (dont LaTeX) dans GNU Emacs et XEmacs. GNU Emacs ne l’intègre pas, mais il est possible de l'installer. XEmacs inclut sa propre version.